# Liberdade (São Paulo)

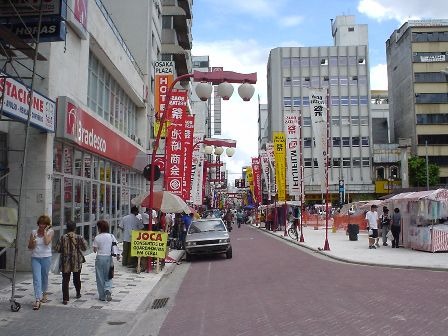
Liberdade

Liberdade (リベルダーデ) este una dintre cele mai celebre districte din São Paulo, care se concentrează cea mai mare colonie japonez in afara Japoniei în lume. Acesta a fost format din anii 1950.